# Omanuperla
Omanuperla és un gènere d'insectes plecòpters pertanyent a la família dels pèrlids.

## Hàbitat
En els seus estadis immadurs són aquàtics i viuen a l'aigua dolça, mentre que com a adults són terrestres i voladors.

## Distribució geogràfica
Es troba a Nova Zelanda.

## Taxonomia
- Omanuperla bruningi (McLellan, 1972)
- Omanuperla hollowayae (McLellan, 1991)[6]